# チェリー・ピッキング
チェリー・ピッキング（英語: cherry picking）とは、数多くの事例の中から自らの論証に有利な証拠のみを選び、それと矛盾する証拠を隠したり無視する行為のことである。
チェリーピッキングは質の悪い科学または疑似科学の特徴であり、多くの証拠が自分たちに不利であるにもかかわらず、立場を支持するように見える範囲（狭い時間範囲、地理的地域、亜集団、年齢層）、テキストの抜粋を見つけることができるため、論理的結論を受け入れることを拒否するときにこの戦術を使用する。
チェリーピッキングの多くは意図的に行われるが、確証バイアス（自分の考えを支持する証拠だけに注目し、反証を無視する無意識の傾向）から意図せずに行われる場合もある。

## 語義と用法
cherry-pickingは、サクランボの熟した果実を熟していないものから選別することを意味する。転じて多くの選択肢の中から、都合のよい部分だけを選ぶこと、「美味しい所だけを取る」「つまみ食い」の意味で使用される。 ドイツ語では、Rosinenpicken（レーズン摘み）と言う。

## 科学で
チェリーピッキングは、様々な科学否定論者によって広く用いられる。例えば、気候変動否定、創造論者による進化論否定、タバコ製品の摂取による健康への悪影響の否定などで用いられる。
質の高い科学は、有利な証拠だけを選ぶのではなく、すべての証拠に目を向けて、何が実際に機能しているかを特定できるように変数を制御し、バイアスの影響を最小化するために盲検観察を行い、全体で一貫した論理を用いるものである。

## 医学で
2002年の研究において、過去の医療データのレビューで、抗うつ薬のテストにチェリーピッキングがあることが判明した。
研究者らは、31件の抗うつ薬の有効性に関する試験をレビューし、参加資格の決定に用いられた主要な除外基準を明らかにした。その結果、現在の抗うつ薬試験に参加している患者は、日常臨床でうつ病の治療を受けている患者のごく少数に過ぎないことが示唆された。特定のプロファイルを持つ潜在的な臨床試験対象者を除外することは、抗うつ薬の有効性試験の結果を一般化する能力が経験的な裏付けを欠くことを意味する 。

## 議論において
議論において「恣意的な引用」 (文脈を無視した引用、又は、切り取り）は、チェリーピッキングの一種であり、誤解を招くような方法で議論者がある立場を支持する、あるいは反対する立場を誇張する引用を選択的に選び、元の引用を調節したり、引用が置かれている文脈を無視する。事実そのものは正しいが、文脈に入れる必要があるため、議論におけるチェリーピッキングは大きな問題である。検証はライブで行うことができず、しばしばタイムリーでないため、チェリーピックされた事実や引用は通常、世間の主流に定着し、たとえ修正されても、対象となるグループに対する誤った表現が広まることになる。

## 一方的な主張
一方的な主張（card stacking、反証の無視、抑圧された証拠）は、自らの主張に都合のいい事柄を強調したり、提示する順番をコントロールし、都合の悪い情報を意図的に省略したり、捏造だと強調する、プロパガンダのテクニックである。このような強調は、メディアのバイアスや一方的な証言の使用、または単に批判者の声を検閲することによって達成されることがある。この手法は、政治家候補による説得力のあるスピーチで、相手の信用を落とし、自分たちがより価値があるように見せるためによく使われる。
この用語はマジシャンの「スタッキング・ザ・デック」という仕掛けに由来しており、ランダムにシャッフルされたように見えるカードの山が、実際には特定の順番で「スタック」されていることを提示するものである。マジシャンはその順番を知っているので、トリックの結果を操作することができる。

## その他の用法

### ビジネス
チェリーピッキングは、大規模な母集団から収益性の高い顧客のみを選ぶビジネス戦略を指すこともある。たとえば、健康保険会社は健康な人に保険を売り、不健康な人や不健康になりそうな人に保険を売ることを拒否するチェリーピッキングを行うことで、収益性の高い顧客を選択できる。
もし自動車保険会社がチェリーピッキングにより優良運転者のみ保険を売ることになれば、すべての運転手に保険を売っている会社よりも収益上優位に立てる。自動車保険会社がチェリー・ピッキングを行い優良運転者のみに保険を売り、劣等運転者が無保険になるという事態が起こらないよう、アメリカ合衆国の多くの州ではリスク割り当てを行い、自動車保険会社がある程度の数の劣等運転者にも保険を提供するよう求めている。

### バージョン管理
Gitのようなバージョン管理システムにおいて、あるコミットで行われた変更を別な箇所に「つまみ食い」的に適用する操作がチェリーピックと呼ばれる(略式)。

### スポーツ
バスケットボールやサッカー等の得点制スポーツにおいて、ゴールのすぐ手前で待機して得点を狙い「美味しい所だけを持っていこうとする」者は俗にチェリー・ピッカーと呼ばれる。
またボクシング等のプロ格闘技において、有名な王者や実力を認められた選手ではなく、無名な選手や実力の劣る選手とばかり対戦して（時には有名選手との試合を拒否してまで）良いキャリアを築こうとする行為も俗にチェリー・ピッキングと呼ばれる。